# Litauiskt medborgarskap

Litauens pass som landets medborgare kan ansöka om

Litauiskt medborgarskap är den legala förbindelsen mellan en privatperson och republiken Litauen. Staten följer ius sanguinis-principen.

## Medborgarskap genom födelse
En person är en infödd litauisk medborgare om åtminstone en av föräldrarna har ett litauiskt medborgarskap vid barnets födelse. Medborgarskapet kan överföras också genom en avliden förälder om hans eller hennes litauiska medborgarskap kan bevisas.

## Medborgarskap genom ansökan
Man kan få litauiskt medborgarskap genom ansökan om man uppfyller följande krav:
- har varit bosatt i landet för åtminstone 10 år
- har ett permanent uppehållstillstånd till Litauen
- har avklarat ett språkprov i litauiska språket
- har avklarat ett prov i Litauens grundlag
- kan försörja sig på ett lagligt sätt
- är antingen statslös eller har anmält skriftligt att han eller hon ska ge bort sitt tidigare medborgarskap
- fyller andra möjliga krav

Litauens president kan bevilja medborgarskapet för en person som är meriterade för Litauen genom ett dekret.
Personer som var litauiska medborgare före 15 juni 1940, och deras ättlingar, kan ansöka återställning av sitt medborgarskap om de är statslösa eller har gett upp andra möjliga medborgarskap.

## Dubbelt medborgarskap
Litauen erkänner dubbelt medborgarskap men endast i följande fall:
- personen har fått sina olika medborgarskap innan han eller hon har fyllt 21 år
- personen har fått sitt andra medborgarskap genom äktenskapet
- personen är en minderårig utlänning som har adopterats av en litauisk medborgare och fått sitt litauiska medborgarskap genom det
- personen är en minderårig litauisk medborgare som har adopterats av en utlänning och fått sitt utländska medborgarskap genom det
- personen har fått litauiskt medborgarskap genom specialarrangemang
- personen är en flykting som ansöker litauiskt medborgarskap

Det har diskuterats att erkänna dubbelt medborgarskap i sådana fall där personens andra hemland är inte svartlistat. Sådana svartlistade länder inkluderar medlemsstater i Eurasiska ekonomiska unionen, Kollektiva säkerhetsavtalsorganisationen och Shanghai Co-operation Organisation. Litauen höll en folkomröstning gällande dubbelt medborgarskap år 2019 men majoriteten var emot att erkänna det.
Litauiska medborgare är också automatiskt EU-medborgare.